# Walter Kraus (Schauspieler)
Walter Kraus (* 2. September 1944) ist ein deutscher Schauspieler.

## Leben
Kraus wurde am 2. September 1944 geboren. Er begann seine Karriere vor der Kamera in den 1960er Jahren mit kleinen Auftritten. In Josefine Mutzenbacher spielte er einen begierigen Geistlichen. Er war auch in den folgenden Jahren im erotischen Filmgenre tätig, ebenso in Filmkomödien. In den Kumpel-Filmen von Franz Marischka verkörperte er den groben Kneipier und Nachtclubbesitzer Georg.

## Filmografie (Auswahl)
- 1970: Josefine Mutzenbacher
- 1971: Siegfried und das sagenhafte Liebesleben der Nibelungen
- 1971: Paragraph 218 – Wir haben abgetrieben, Herr Staatsanwalt
- 1971: Der neue Hausfrauen-Report
- 1972: Laß jucken, Kumpel
- 1973: Laß jucken, Kumpel 2. Teil – Das Bullenkloster
- 1973: Eine Armee Gretchen
- 1973: Tatort: Tote brauchen keine Wohnung
- 1975: Im Auftrag des Drachen
- 1977: Griechische Feigen
- 1978: Rheingold
- 1978: Popcorn und Himbeereis
- 1979: Cola, Candy, Chocolate
- 1980: Zärtlich aber frech wie Oskar
- 1982: Piratensender Powerplay
- 1982: Ein dicker Hund

## Hörspiele (Auswahl)
- 1958: Axel Eggebrecht: Der Nobelpreis (Lautsprecherstimme) – Regie: Fritz Schröder-Jahn (Hörbild – SWF/NDR/RIAS Berlin)[1]